# Daunert
Die Daunert ist ein 334 Meter hoher Berg im Spessart im bayerischen Landkreis Aschaffenburg. Am Fuße des Berges liegen die Mömbriser Ortsteile Brücken und Strötzbach.

## Geographie

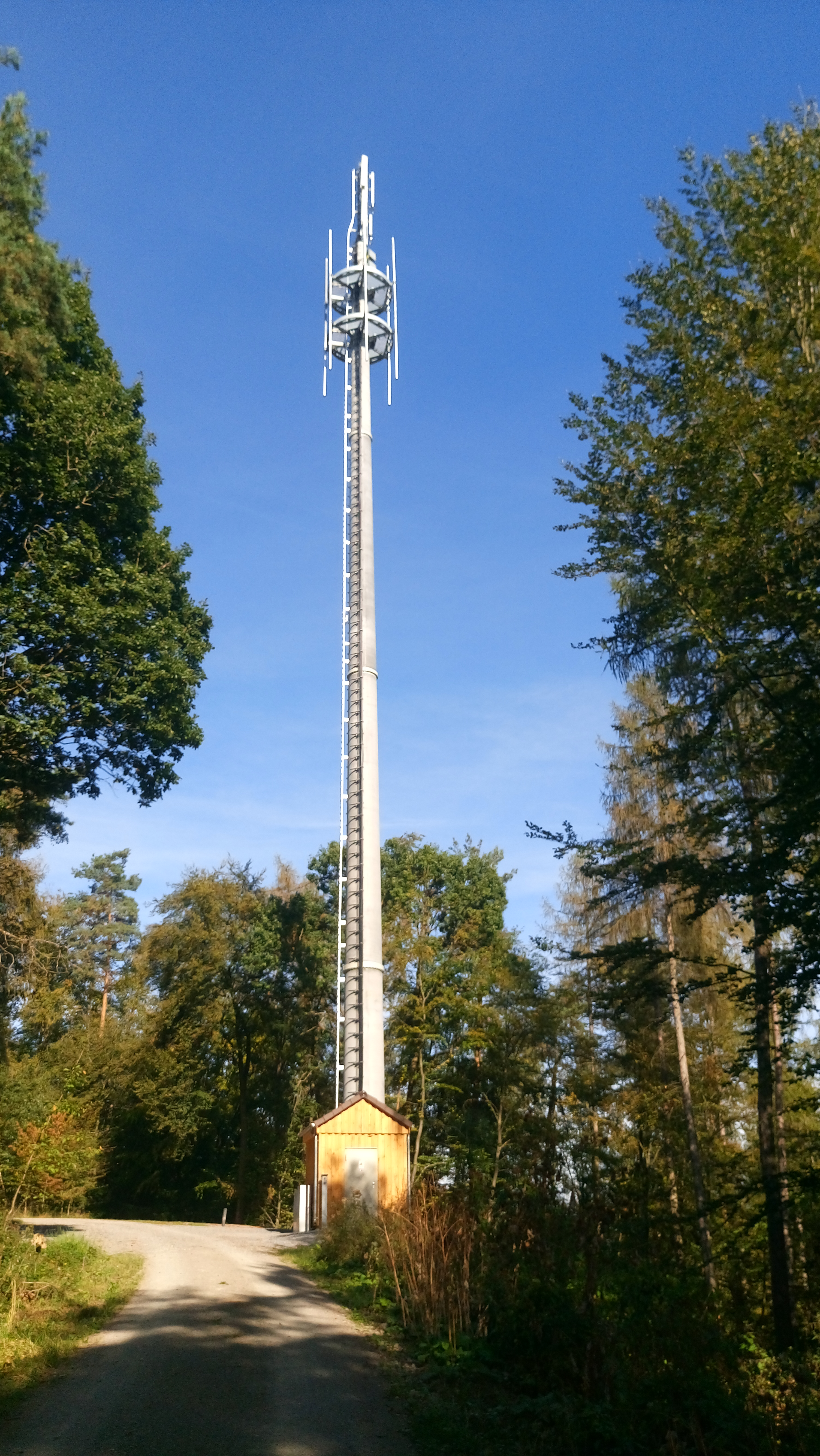
Sendemast auf der Daunert

Die Daunert wird im Nordwesten durch das Tal des Hemsbachs, im Südosten durch das des Fleutersbaches und im Osten durch die Kahl begrenzt. Bei Kleinhemsbach geht sie flach zum Höhenzug des Hahnenkamms über. Die Grenze zwischen den Ortsteilen Mömbris und Hemsbach verläuft über den südwestlichen Bergteil der Daunert. Im Bereich des Gipfels liegt ein Waldstück mit dem Flurnamen Daunert. Das Waldstück im Nordosten des Berges trägt den Namen Bornrain. Ein felsiger Bergsporn im Südosten zieht sich bis zur Strötzbacher Mühle.
Nach dem Berg ist der Daunertweg in Brücken benannt. Im August 2016 wurde ein etwa 50 m hoher Sendemast auf der Daunert errichtet, der die Mobilfunksendeanlage auf dem ehemaligen Feuerwehrhaus in Niedersteinbach ersetzte. Am 18. Juli 2016 wurde dafür der erste Mastteil in das Fundament eingelassen.

## Geschichte

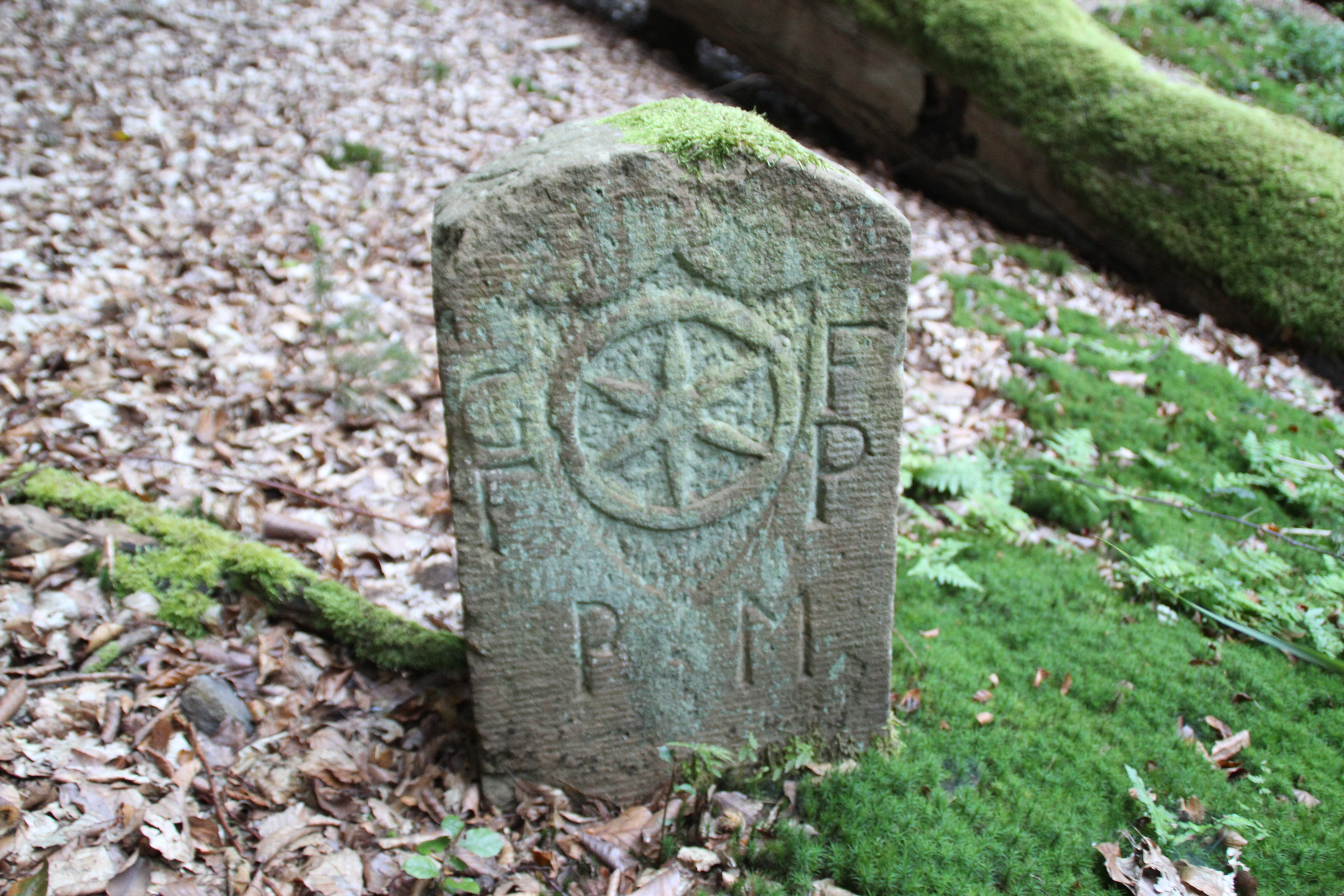
Grenzstein an der Daunert. Er trennte die historischen Gebiete von Großherzogtum Hessen und Großherzogtum Frankfurt

Über den Gipfelkamm verlief nicht immer nur die Grenze zwischen den Ortsteilen Hemsbach und Mömbris. Dort gibt es eine Reihe noch gut erhaltener, alter Grenzsteine von 1810. Sie trennten die historischen Gebiete zweier früherer Staaten im Rheinbund. Auf der einen Seite lag das Territorium des Großherzogtums Hessen, dem der Ort Hemsbach im Amt Alzenau in der Provinz Starkenburg angehörte. Auf der anderen Seite befand sich das Großherzogtum Frankfurt mit der Pfarrei Mömbris im Departement Aschaffenburg. Alle diese Grenzsteine sind durchnummeriert; im Bereich der Daunert von 166 bis 184.